# Funeral for a Friend
Funeral for a Friend — валлійський пост-хардкор гурт, створений у місті Бридженд 2001 року, гурт випустив п'ять студійних альбомів, сім EPs, шістнадцять синглів, один DVD, 24 відеокліпи і один компіляційний альбом.
Стиль виконання гурту в основному розцінюється, як пост-хардкор, але також їх відносять до виконавців альтернативної рок-музики. На творчість гурту основному вплинули такі гурти, як: Deftones, виконавці трешу Iron Maiden, The Misfits та The Get Up Kids.
Також до деяких альбомів гурт надихнули металкор та синті-кор гурти:Fightstar, The Blackout, Kids In Glass Houses, We Are The Ocean та Asking Alexandria.
Популярність гурту у Великій Британії зросла із випуском їх дебютного альбому  «Casually Dressed & Deep in Conversation»(2003).
Як свідчення отримання золота та тричі отримання позиції "ТОП-20" у їх рідній країні «Casually Dressed & Deep in Conversation» вважається однією з найкращих записів панк-хардкору у 2000-х роках. Альбоми "Hours" (2005) та "Tales Don't Tell Themselves" (2007)  показують еволюцію музичного гурту "Funeral for a Friend" від часів їхнього дебюту ,вони перестали використовувати скрім,стало менше важкого звуку гітари,на користь більш мелодійного звуку.
Їх альбом "Memory and Humanity (2008)" вони випустили самостійно.Він є найбільш "електричним" досі.В альбомах Welcome Home Armageddon (2011) і Conduit (2013) вони повертаються до характеру свого дебютного альбому.

## 
Поточний склад
- Метью Девіс-Крей;— вокал (2001-)
- Кріс Кумбс-Робертс;— електро-гітара, бек-вокал (2002-)
- Гевін Берроу;— бас-гітара (2008–2010); бек-вокал (2010-)
- Річард Баучер;— бас-гітара (2010-)
- Пет Ланді;— барабани, перкусія (2012-)

Колишні учасники
- Майкл Девіс;— вокал (2001)
- Керрі Робертс;— гітара (2001–2002)
- Метью Еванс;— вокал (2001–2002)
- Енді Морріс;— бас-гітара (2001–2002)
- Джонні Філліпс;— барабани (2001–2002)
- Гарет Девіс;— бас-гітара, бек-вокал (2002–2008)
- Дарран Сміт;— гітара (2002–2010)
- Райан Річардс;— барабани, перкусія, скримінг (2002–2012)

## Дискографія

### Студійні альбоми
- Casually Dressed & Deep in Conversation (2003)
- Hours (2005)
- Tales Don't Tell Themselves (2007)
- Memory and Humanity (2008)
- Welcome Home Armageddon (2011)
- Conduit (2013)

## ЕР
| Рік               | Назва                          | Лейбл               | UK Albums Chart |
| ----------------- | ------------------------------ | ------------------- | --------------- |
| 26 серпня, 2002   | Between Order and Model        | Mighty Atom Records |                 |
| 21 квітня, 2003   | Four Ways to Scream Your Name  | Mighty Atom Records |                 |
| 21 жовтня, 2003   | Seven Ways to Scream Your Name | Ferret Records      |                 |
| 20 квітня, 2004   | Bullet Theory/My Dying Day     | Salad Days Records  |                 |
| 15 жовтня, 2007   | The Great Wide Open            | Atlantic Records    | 102             |
| 6 вересня, 2010   | The Young and Defenceless      | Pledge Music        |                 |
| 7 листопада, 2011 | See You All In Hell            | Distiller Records   |                 |

### Сингли
| Рік                                                                | Сингл                                                | UK  | UK Rock Chart | IRL | Альбом                                  |
| ------------------------------------------------------------------ | ---------------------------------------------------- | --- | ------------- | --- | --------------------------------------- |
| 2003                                                               | «Juneau»                                             | 19  | —             | —   | Casually Dressed & Deep in Conversation |
| 2003                                                               | «She Drove Me to Daytime Television»/"Bullet Theory" | 20  | —             | —   | Casually Dressed & Deep in Conversation |
| 2004                                                               | «Escape Artists Never Die»                           | 19  | —             | —   | Casually Dressed & Deep in Conversation |
| 2005                                                               | «Streetcar»                                          | 15  | —             | 48  | Hours                                   |
| 2005                                                               | «Monsters»                                           | 36  | —             | —   | Hours                                   |
| 2005                                                               | «History»                                            | 21  | —             | —   | Hours                                   |
| 2006                                                               | «Roses for the Dead»                                 | 39  | —             | —   | Hours                                   |
| 2007                                                               | «Into Oblivion (Reunion)»                            | 16  | —             | —   | Tales Don't Tell Themselves             |
| 2007                                                               | «Walk Away»                                          | 40  | 1             | —   | Tales Don't Tell Themselves             |
| 2008                                                               | «Waterfront Dance Club»/"Beneath the Burning Tree"   | -   | —             | —   | Memory And Humanity                     |
| 2008                                                               | «Kicking and Screaming»                              | 116 | —             | —   | Memory And Humanity                     |
| 2009                                                               | «Rules and Games»                                    | —   | —             | —   | Memory And Humanity                     |
| 2011                                                               | "Front Row Seats to the End of the World"            | —   | —             | —   | Welcome Home Armageddon                 |
| 2011                                                               | "Sixteen"                                            | —   | —             | —   | Welcome Home Armageddon                 |
| 2011                                                               | "Broken Foundation"                                  | —   | —             | —   | Welcome Home Armageddon                 |
| 2012                                                               | "Best Friends and Hospital Beds"                     | —   | —             | —   | Conduit                                 |
| "—" означає, що не потрапив в чарти або був відсутній на території |                                                      |     |               |     |                                         |

### Відео
- «The Art of American Football» (2002)
- «10:45 Amsterdam Conversations» (2002)
- «This Year's Most Open Heartbreak» (2002)
- «Juneau» (2003)
- «She Drove Me to Daytime Television» (2003)
- «Bullet Theory» (2004)
- «Escape Artists Never Die» (2004)
- «You Want Romance?» (2004)
- «Juneau» (acoustic) (2005)
- «Streetcar» (2005)
- «Monsters» (2005)
- «History» (2005)
- «Roses for the Dead» (2006)
- «Into Oblivion (Reunion)» (2007)
- «Walk Away» (2007)
- «The Great Wide Open» (2007)
- «Waterfront Dance Club» (2008)
- «Beneath the Burning Tree» (2008)
- «Kicking and Screaming» (2008)
- «Rules and Games» (2009)
- «Wrench» (2010)
- «Serpents In Solitude» (2010)
- «Front Row Seats to the End of the World» (2010)
- «Sixteen» (2011)
- «Broken Foundation» (2012)
- «Best Friends and Hospital Beds» (2012)
- «The Distance» (2013)
- «Nails» (2013)